# Port Angeles East
Port Angeles East és una concentració de població designada pel cens dels Estats Units a l'estat de Washington. Segons el cens del 2000 tenia 3.053 habitants.

## Demografia
Segons el cens del 2000, Port Angeles East tenia 3.053 habitants, 1.345 habitatges, i 876 famílies. La densitat de població era de 310,2 habitants per km².
Dels 1.345 habitatges en un 25,6% hi vivien nens de menys de 18 anys, en un 52,9% hi vivien parelles casades, en un 8,5% dones solteres, i en un 34,8% no eren unitats familiars. En el 28,6% dels habitatges hi vivien persones soles el 12,9% de les quals corresponia a persones de 65 anys o més que vivien soles. El nombre mitjà de persones vivint en cada habitatge era de 2,27 i el nombre mitjà de persones que vivien en cada família era de 2,77.
Per edats la població es repartia de la següent manera: un 21,5% tenia menys de 18 anys, un 6,5% entre 18 i 24, un 23,8% entre 25 i 44, un 28,2% de 45 a 60 i un 20% 65 anys o més.
L'edat mediana era de 44 anys. Per cada 100 dones de 18 o més anys hi havia 95,4 homes.
La renda mediana per habitatge era de 34.730 $ i la renda mediana per família de 43.333 $. Els homes tenien una renda mediana de 32.292 $ mentre que les dones 25.758 $. La renda per capita de la població era de 19.108 $. Aproximadament l'11,8% de les famílies i el 16% de la població estaven per davall del llindar de pobresa.

## Poblacions més properes
El següent diagrama mostra les poblacions més properes.